# Damascus, Virginia
Damascus är en ort i Washington County i delstaten Virginia, USA.